# Charles Godfrey Leland

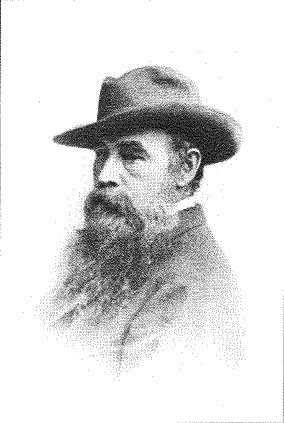
Charles Godfrey Leland.

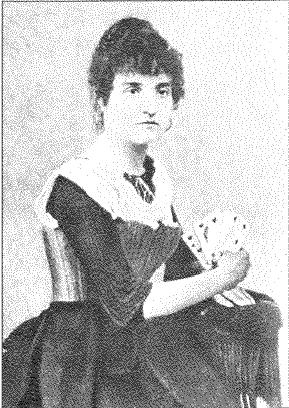
Maddalena från Florens, som lämnade uppgifter till Leland för boken Aradia, or the Gospel of the Witches, 1899.

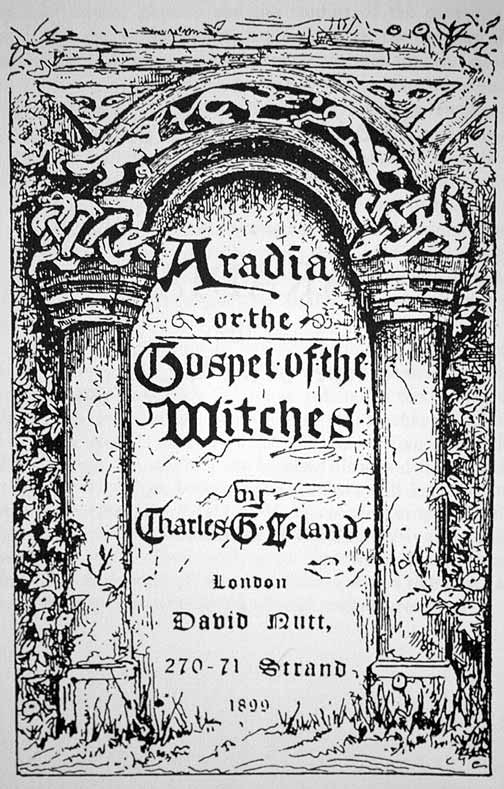
Titelsida till originalutgåvan av Aradia.

Charles Godfrey Leland , född 15 augusti 1824 i Philadelphia i Pennsylvania, död 20 mars 1903 i Florens i Italien, var en amerikansk författare, översättare, journalist och folklorist.

## Biografi
Charles Godfrey Leland utbildades i USA vid Princeton University, där han studerade språk,  varefter han reste till Europa för att fortsätta sina studier, först i Tyskland, Heidelberg och München, därefter, 1848 på Sorbonne i Paris. Han återvände senare till Pennsylvania, USA och började arbeta som journalist och skrev för The Illustrated News i New York, Evening Bulletin i Philadelphia, Graham's Magazine och Philadelphia Press.  
Leland återvände till Europa 1869. Han inriktade sig då på folklore och folkligt språk och publicerade många böcker och artiklar om amerikanska och europeiska språk och folktraditioner.  
Mest känd är han för två böcker av olika slag, dels Hans Breitmann’s Ballads, 1871, dels Aradia, or the Gospel of the Witches, 1899.
Den senare påstods vara en studie av traditionella föreställningar inom italiensk häxtradition, som han fått kännedom om från en sagesperson kallad Maddalena Boken har fått mycket stort inflytande, samtidigt som folklorister i senare tid ifrågasatt tillförlitligheten i dess uppgifter.
Leland var också en pionjär inom Arts and Crafts movement. I sina memoarer skrev han: "The story of what is to me by far the most interesting period of my life remains to be written.  This embraces an account of my labour for many years in introducing Industrial Art as a branch of education in schools[.]" och han grundade senare ”the Public School of Industrial Art in Philadelphia”.
År 1856 gifte han sig med Eliza Bella "Isabel" Fisher.